# Пам'ятник студентам і викладачам Київського університету, загиблим у 1941 р.

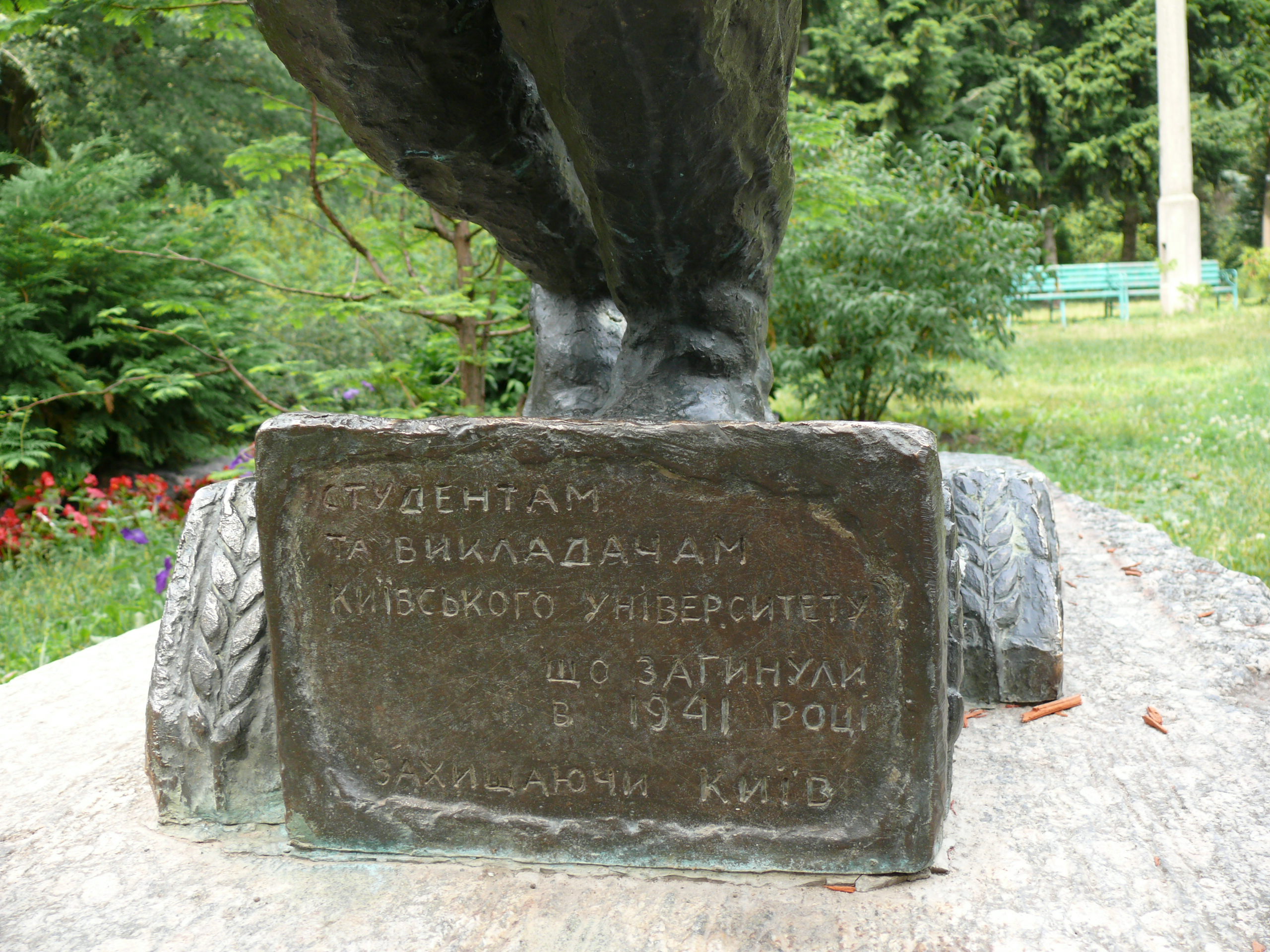
Постамент пам'ятника

Пам'ятник студентам і викладачам Київського університету, загиблим у 1941 р. — скульптурна композиція на честь студентів і викладачів Київського національного університету імені Тараса Шевченка, що загинули 1941 року, захищаючи Київ. Паркова скульптура-символ має назву «Навала» — подвиг студентів та викладачів Київського державного  університету, що загинули при обороні Києва 1941 року, асоціюється з подвигом давньоруських предків (1240). Скульптура має й іншу назву — «Стрілець з луком, скошений стрілою».  
Знаходиться в Києві, у Ботанічному саду імені академіка Олександра Фоміна. 
Скульптор Валентин Селібер. Створено 1985 року, відкрито 22 червня 2011 року. 

## Валентин Селібер про скульптуру
|  | Це людина, яка десь в середні віки своїм життя прикривала свою державу. Він вистрелив з лука по ворогу, то вийшло так, що в одну й ту ж хвилинку, секунду ворог по ньому вистрілив. Він, можливо, що й убив ворога. Але він сам впав. І це таке протиріччя – одне з другим. Бойовий подвиг і смерть. Те, що зроблено, я зробив так, щоб людина, яка дивиться, бачила сама без того, щоб я там розказував, що я хотів, чого не хотів, що оцю хвилинку, коли людина вбиває ворога, ця ж сама хвилинка – це його смерть одночасна, тому що ворог встиг його вбити. Там символіка людини, яка прийшла, тому що хтось хоче у неї забрати Батьківщину, хтось хоче зґвалтувати матір, сестру. І це людина, яка мені зрозуміла абсолютно. |